# Liste des phares de France protégés aux monuments historiques
Cet article recense les phares de France protégés au titre des monuments historiques.

## Méthodologie
La liste prend en compte les édifices de type « phare » classés ou inscrits au titre des monuments historiques.

## Liste

### Bouches-du-Rhône
- Marseille :
  - Phare de Planier, inscrit en 2002[1]

### Charente-Maritime
- Île-d'Aix :
  - Phare de l'île d'Aix, inscrit en 2011[2]

- La Rochelle :
  - Tour de la Lanterne, classé en 1879[3]
  - Phares d'alignement antérieur (quai Gabut) et postérieur (quai Valin), inscrits en 2011[4]

- La Tremblade :
  - Phare de la Coubre, inscrit en 2011[5]

- Rivedoux-Plage :
  - Phare de Chauveau, inscrit en 2011[6]

- Saint-Clément-des-Baleines :
  - Tour des Baleines, classée en 1904[7]
  - Phare des Baleineaux, classé en 2012[8]
  - Phare des Baleines, classé en 2012[9]

- Saint-Denis-d'Oléron :
  - Phare de Chassiron, classé en 2012[10]

- Saint-Georges-de-Didonne :
  - Phare de Vallières, classé en 2012[11]

- Saint-Palais-sur-Mer :
  - Phare de Terre-Nègre, inscrit en 2011[12]

### Côtes-d'Armor
- Bréhat
  - Phare des Roches-Douvres, classé en 2017
- Pleubian
  - Phare des Héaux de Bréhat, classé en 2010[13],[14]
- Plévenon
  - Les phares du Cap Fréhel, l'ancien et l'actuel, classés en 2010[13]
- Plougastel
  - Phare des Triagoz, classé en 2015[15]

### Eure
- Fatouville-Grestain
  - Phare de Fatouville, classé en 2010[13]

### Finistère
- Île-de-Batz :
  - Phare de l'Île de Batz, classé en 2015
- Île de Sein :
  - Phare d'Ar-Men, classé en 2015
- Île-Molène :
  - Phare de Kéréon, classé en 2015
- Brignogan-Plages :
  - Phare de Pontusval, classé en 2010[13]
- Le Conquet :
  - Phare des Pierres Noires, classé en 2015
- Ouessant :
  - Phare de Créac'h, inscrit en 2005[16], classé en 2010[13]
  - Phare du Stiff, inscrit en 2006[17], classé en 2010[13]
  - Phare de la Jument, classé en 2015
  - Phare de Nividic, classé en 2015
- Penmarc'h :
  - Phare d'Eckmühl, inscrit en 2005[18], classé en 2010[13]
- Plouguerneau :
  - Phare de l'Île Vierge, classé en 2010[13]
- Plougonvelin :
  - Phare de Saint-Mathieu, inscrit en 2005[19], classé en 2010[13]
- Porspoder :
  - Phare du Four, classé en 2015

### Gironde
- Hourtin :
  - Phare d'Hourtin, inscrit en 2009[20]
- Lège-Cap-Ferret :
  - Phare du Cap-Ferret, inscrit en 2009[21]
- Le Verdon-sur-Mer :
  - Phare de Cordouan, classé en 1862[22]
  - Phare de Grave, inscrit en 2009[23]

### Guadeloupe
- La Désirade :
  - Phare de l'îlet de Petite-Terre, inscrit en 2002[24]

### Haute-Corse
- Ersa :
  - Phare de la Giraglia, inscrit en 2008[25], classé en 2010[13]

### Hérault
- Sète
  - Phare du Mont-Saint-Clair, inscrit en 2011[26]

### Ille-et-Vilaine
- Saint-Malo
  - Phare du Grand Jardin, classé en 2012[27],[28]

### Landes
- Saint-Julien-en-Born :
  - Phare de Contis, inscrit en 2009[29]
- Vielle-Saint-Girons :
  - Amer d'Huchet, inscrit en 2002[30]

### Manche
Depuis 2009, tous les phares du département font l'objet d'une protection aux Monuments historiques.
- Auderville :
  - Phare de la Hague, inscrit en 2009[31]
- Fermanville :
  - Phare du Cap Lévi, inscrit en 2009[32]
- Gatteville-le-Phare :
  - Phare de Gatteville, classé en 2009, et sémaphore (ancien phare), inscrit en 2009[33]
- Granville :
  - Phare de Chausey, inscrit en 2009[34]
  - Phare de Granville, inscrit en 2009[35]

### Morbihan
- Bangor :
  - Phare de Goulphar, inscrit en 1995[36], classé en 2010[13]
- Groix :
  - Phare de Pen Men, inscrit en 2015[37]

### Nord
- Dunkerque :
  - Feu de Saint-Pol, inscrit en 1999[38]
  - Phare de Risban, classé en 2010[13]
  - Tour du Leughenaer, classé en 1995[39]
- Marcq :
  - Phare de Walde, inscrit en 2022[40]

### Pas-de-Calais
- Calais :
  - Phare de Calais, classé en 2010[13]
  - Tour du Guet, classé en 1931[41]
- Le Touquet
  - Phare de la Canche, classé en 2010[13]

### Pyrénées-Atlantiques
- Biarritz :
  - Phare de Biarritz, inscrit en 2009[42]
- Ciboure :
  - Feu amont d'alignement du port, inscrit en 1993[43]
- Saint-Jean-de-Luz :
  - Phare de Saint-Jean-de-Luz, inscrit en 1993[44]

### Réunion
- Sainte-Suzanne :
  - Phare de Bel-Air, inscrit en 1997[45]

### Saint-Pierre-et-Miquelon
- Miquelon :
  - Phare de Cap-Blanc, classé en 2012[46]
  - Phare de Pointe-Plate, classé en 2012[47]

### Var
- Hyères :
  - Phare du cap d'Arme, inscrit en 2012[48]